# Самарджич, Любиша
Любиша Самарджич (серб. Љубиша Самарџић, 19 ноября 1936, Скопье, тогда Королевство Югославия, сегодня Республика Македония — 8 сентября 2017) — югославский и сербский киноактёр, режиссёр.

## Биография
Окончил Факультет драматического искусства в Белграде. Вошёл в труппу белградского театра Мастерская 212. Дебютировал в кино в 1961. Стал одним из наиболее популярных актёров югославского кинематографа. Умер в 2017 году после продолжительной болезни (в 2016 году перенёс операцию на мозге).

## Избранная фильмография

### Актёрские работы
- 1962: Лишняя/ Прекобројна (Бранко Бауэр)
- 1962: Козара/Козара (Велько Булайич)
- 1966: Подлипала/ Штићеник
- 1967: Утро/Јутро (Кубок Вольпи за лучшую мужскую роль на Венецианском МКФ)
- 1967: Диверсанты
- 1969: Битва на Неретве/ Битка на Неретви (Велько Булайич)
- 1972:  Вальтер защищает Сараево/ Валтер брани Сарајево
- 1973: Сутьеска/ Сутјеска (премия Золотая арена лучшему актёру на КФ в Пуле)
- 1974: Представление Гамлета в Мрдуше Доньей/ Представа «Хамлета» у Мрдуши Доњој (премия Золотая арена лучшему актёру на КФ в Пуле)
- 1977: Любовная жизнь Будимира Трайковича/ Љубавни живот Будимира Трајковића
- 1977: Особое воспитание/ Специјално васпитање (Горан Маркович; премия Золотая арена лучшему актёру второго плана на КФ в Пуле)
- 1978: Бошко Буха (Бранко Бауэр)
- 1979: Партизанская эскадрилья / Партизанска ескадрила
- 1981: Гости из Галактики / Гости из галаксије (Душан Вукотич)
- 1981: Поезд на Кралево / Краљевски воз
- 1985: С мужчинами нелегко/ Није лако са мушкарцима
- 1985: Жизнь прекрасна/ Живот је леп
- 1987: На пути в Катангу/ На путу за Катангу (Живоин Павлович)
- 1987: Ангел-хранитель/ Анђео чувар (Горан Паскалевич)
- 1989: Дьявольское искушение/ Искушавање ђавола
- 1992: Полицейский с Петушиного холма/ Полицајац са Петловог брда
- 1993: Скажи, почему ты меня оставил/ Кажи зашто ме остави (Олег Новкович)
- 1995: Умышленное убийство/ Убиство с предумишљајем
- 2003: Yу (Франц Новотны)

### Режиссёрские работы

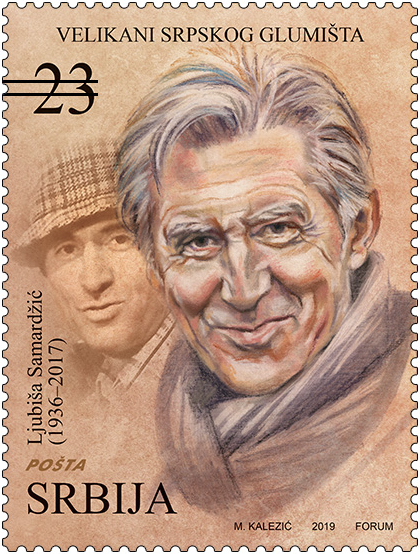
Самарджич, марка Сербии, 2019

- 1999: Небесная удочка/ Небеска удица (номинация на Золотого медведя Берлинского МКФ, премия Миланского МКФ за режиссёрский дебют, премия зрительских симпатий на МКФ в Палм-Спрингс)
- 2000: Наташа/ Наташа (номинация Каирского МКФ на Золотую пирамиду)
- 2003:Ледина
- 2004: Јесен стиже, Дуњо моја
- 2007: Вороные/ Коњи врани
- 2008: Бледи месец
- 2010: Мирис кише на Балкану (телесериал)

## Признание
- Золотая медаль «За заслуги» (2015, Сербия)[5]
- Золотая медаль имени С. Ф. Бондарчука «За выдающийся вклад в кинематограф» Международного кинофорума «Золотой Витязь» (2003)
- Лауреат многочисленных национальных и международных премий, включая премию Павле Вуйсича (1995) и премию Академии Иво Андрича (2005), обе — за жизненное свершение.